# Касаткин, Василий Николаевич
Васи́лий Никола́евич Каса́ткин (1891—1961) — советский деятель в области образования, профессор, директор Новочеркасского политехнического института в 1929−1930 годах, директор МГУ в 1930−1934 годах.

## Биография
Родился 6 декабря 1891 года в деревне Нероново Чухломского уезда Костромской губернии (ныне — в Солигаличском районе Костромской области).
Окончил Петербургский учительский институт в 1912 году.
Участник социал-демократического рабочего движения (арестовывался в Петербурге как участник демонстрации по поводу смерти Л. Н. Толстого). Член РСДРП с 1912 года, член РКП(б) с 1918 года.
В 1912—1916 годах находился на педагогической работе, занимался революционной пропагандой в ученических кружках.
В 1916—1917 годах вёл агитационную работу в царской армии.
В 1917—1919 годах находился на административно-педагогической и советской работе в Новгородской губернии — был заведующим губернским отделом народного образования и членом губисполкома.
Активный участник Гражданской войны. В 1919—1920 годах входил в военно-политическое руководство 3-й армии Восточного фронта и 9-й армии Юго-Восточного фронта, непосредственно участвовал в боях.
В 1920—1924 годах — секретарь Азово-Черноморского крайкома РКП(б) в Екатеринодаре, начальник Политуправления Кавказского фронта, секретарь Юго-Восточного бюро ЦК РКП(б), помощник начальника Политуправления и начальник орготдела Политуправления РВС Красной Армии и Флота.
В 1924—1929 годах — заместитель заведующего Главным управлением профессионального образования и заведующий отделом высших учебных заведений Наркомпроса, начальник организационно-планового управления Наркомпроса.
В 1929—1930 годах был директором Донского политехнического института.
В 1930—1934 годах был директором МГУ и профессором кафедры педагогики. Приказом по МГУ от 27 ноября 1934 года он был освобождён от должности профессора по кафедре педагогики «в связи с назначением на другую работу с выездом из Москвы». При освобождении от должности Касаткину была объявлена благодарность Наркома просвещения А. С. Бубнова «за исключительно энергичную и плодотворную работу по улучшению всех сторон деятельности университета».
В 1934—1936 годах — заведующий Саратовским краевым отделом народного образования.
13 августа 1936 года был назначен директором педагогического института в г. Горьком, был профессором кафедры марксизма-ленинизма.
С марта 1938 г. по июнь 1940 г. был директором школы № 172 Свердловского районного отдела народного образования г. Москвы, затем преподавал историю в московской спецшколе № 2.
В течение всей Великой Отечественной войны, с июля 1941 по сентябрь 1945 года, В. Н. Касаткин был старшим преподавателем социально-экономического цикла Центральной военно-технической школы дрессировщиков в подмосковном Новогиреево. С сентября 1945 г. В. Н. Касаткин работал в партийных учебных заведениях Москвы: преподавателем партшколы МК и МГК ВКП(б), заведующим учебной частью вечернего университета марксизма-ленинизма Москвы, директором филиала Университета марксизма-ленинизма МГК КПСС при Московском отделении Союза советских архитекторов.
В последние годы жизни В. Н. Касаткин снова — преподаватель истории 509-й московской школы.
Основные труды В. Н. Касаткина касаются вопросов методологии руководства педагогическим образованием и планирования просветительской работы. Он являлся автором и ответственным редактором ряда книг и учебных пособий.
Умер В. Н. Касаткин в 1961 году в Москве. Урна с прахом захоронена в колумбарии Донского кладбища.

## Основные труды
По данным портала МГУ к ним относятся следующие: 
- «Основные узаконения и распоряжения по народному просвещению» (1929),
- «Планирование народного образования. Руководство для студентов старших курсов педвузов и педфаков, педтехникумов, а также для преподавателей педвузов, педтехникумов и школ с педуклоном и ответственных руководителей-работников органов народного образования» (1929),
- «Ресурсы культурного фронта. О культурной пятилетке» (1930).

## Награды
- Награждён серебряными часами от Реввоенсовета 9-й армии РККА (1920).